# Erwin Himmelseher
Erwin Himmelseher (* 19. August 1919 in Hanau; † 26. August 2012 in Frechen-Königsdorf) war ein deutscher Versicherungskaufmann und Sportmäzen.

## Werdegang
Himmelseher war als Versicherungsvermittler niedergelassen. Er war Pionier im Bereich der Sportversicherungen und von 1974 an Versicherungspartner der FIFA. Nach dem verletzungsbedingten Ende seiner eigenen Sportlaufbahn setzte er sich für die Förderung des Sports ein, vor allem des Breitensports und der Jugendförderung. Auf seine Initiative geht die Gründung der Stiftung Sicherheit im Skisport (SIS) und der Freunde des Skisports e. V. zurück. Auch die Einrichtung der DSV-Skiwacht und die Errichtung des „Haus des Ski“ in Planegg initiierte er.
Er war Mitglied des Kuratoriums der Stiftung Deutsche Sporthilfe und der Sepp-Herberger-Stiftung.

## Ehrungen
- 1979: Verdienstkreuz am Bande der Bundesrepublik Deutschland
- 1985: Verdienstkreuz 1. Klasse der Bundesrepublik Deutschland
- 1989: Goldene Ehrennadel für außergewöhnliche Verdienste um das Bayerische Rote Kreuz (für seine großen Verdienste um die Kooperation der DSV-Skiwacht mit der Bergwacht des Bayerischen Roten Kreuzes)
- 1993: Ehrenzeichen des Deutschen Roten Kreuzes
- 1995: Bayerischer Verdienstorden
- 1996: Ehrenzeichen in Gold mit Brillant für langjährige hervorragende Zusammenarbeit des Deutschen Fußball-Bundes
- 1998: Großes Verdienstkreuz der Bundesrepublik Deutschland
- 1999: Ehrenplakette der Sporthilfe Nordrhein-Westfalen
- 2000: FIFA-Verdienstorden[3]
- Ehrenvorsitzender der Stiftung Sicherheit im Skisport
- Ehrenvorsitzender der Freunde des Skisports e. V.
- Ehrenmitglied des DSV
- höchste Verbandsehrungen des DSV, FdS, SIS, Bayerischer Skiverband, Niedersächsischer Skiverband, Skiverband Sachsen-Anhalt, Skiverband Schwarzwald, Westdeutscher Skiverband, Hessischer Skiverband, Landessportverband Schleswig-Holstein, Schwäbischer Skiverband, Verband Deutscher Sportfachhandel, Verband Deutscher Seilbahnen und Schlepplifte, Stiftung Deutsche Sporthilfe
- Ehrenmitglied der Freunde der Nationalmannschaft im DFB

## Weblinks

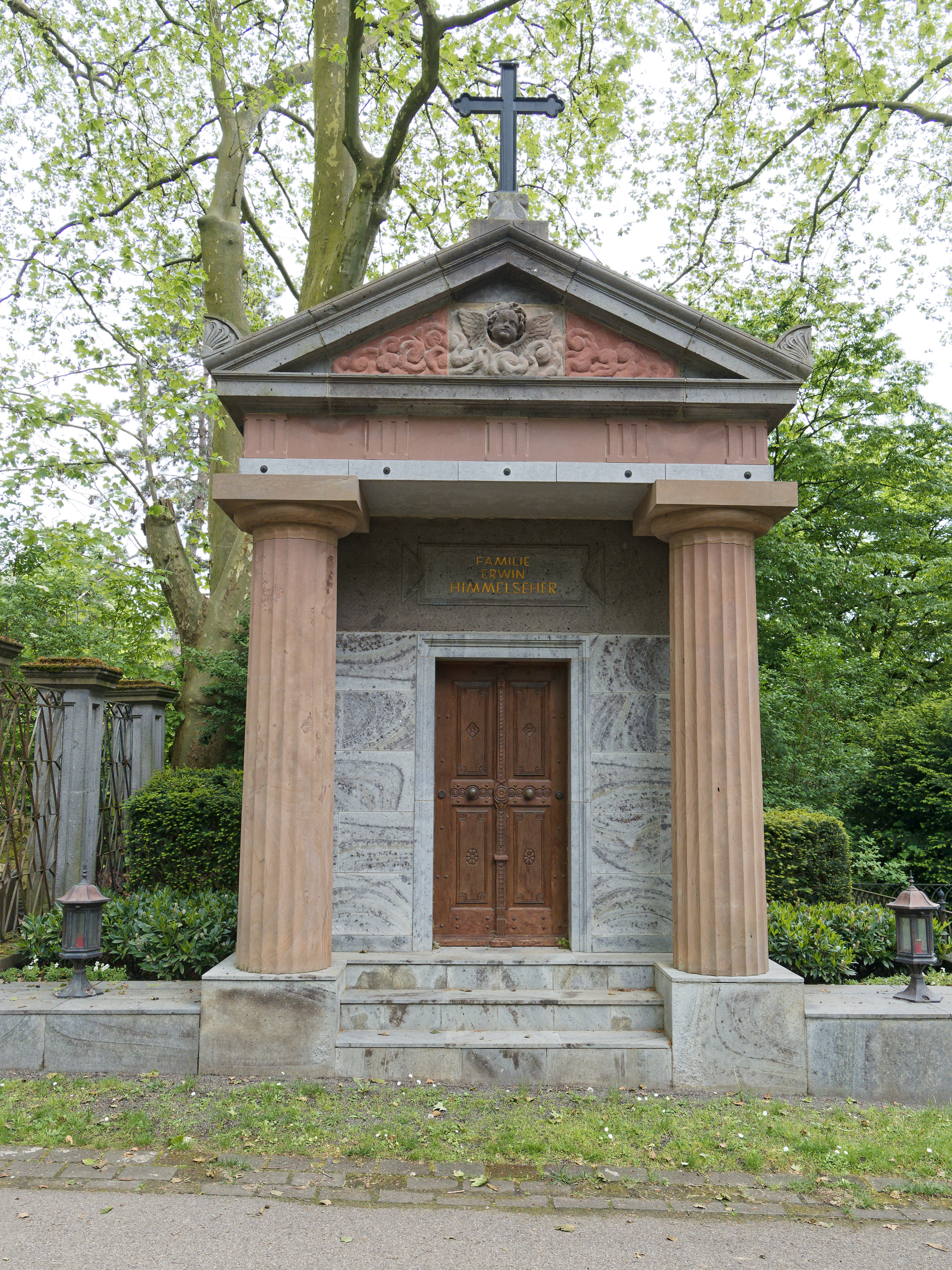
Grabstätte Himmelsehers auf Melaten